# Postamt Ismaninger Straße
Das Postamt Ismaninger Straße war ein Postamt in München.
Das gegenüber dem ehemaligen Künstlerhaus Fleischer (heute: Bundesfinanzhof) an der Ismaninger Straße 142 gelegene Postamt wurde 1926–1927 von Robert Vorhoelzer errichtet. Es bestand aus zwei dreigeschossigen Gebäuden mit Walmdächern, die in der Mitte durch eine Mauer mit einer Einfahrt in den dahinter gelegenen Posthof verbunden waren. Stilistisch entsprach das Postgebäude paradigmatisch der konservativen Heimatschutzarchitektur, wie sie zahlreiche Postbauten der Bayerischen Postbauschule in ländlichen Regionen prägte. In derselben Zeit, in der dieses Gebäude entstand, baute Vorhoelzer das modernistische Postamt an der Tegernseer Landstraße, das erste Gebäude der Neuen Sachlichkeit in München. Diese beiden Gebäude stehen beispielhaft für die Bandbreite des Schaffens der Postbauschule zwischen Tradition und Moderne.
In den 1960er Jahren wurde die Inneneinrichtung des „Postamts München 27“ modernisiert, 1990–1991 dann jedoch wieder weitgehend in den Originalzustand versetzt. Zusätzlich wurde das Postamt behindertengerecht ausgebaut. 2008 wurde die Anlage abgerissen und durch einen Wohnanlagenneubau ersetzt.